# Castell nou de la Gornal
El Castell nou de la Gornal és un edifici de Castellet i la Gornal (Alt Penedès) declarada Bé Cultural d'Interès Nacional.

## Descripció
Es troben alguns carreus treballats en els marges del camí de Clariana. En un punt determinat es troben les restes d'uns murs fets amb pedra arrenglerada amb algunes filades d'opus spicatum.

## Història
Fortalesa documentada al segle xiv. Amb les restes del castell va ésser bastida una masia, el Mas Castellnou, avui completament enrunada.